# Altopiano delle Cinquemiglia
L'altopiano delle Cinquemiglia è una conca appenninica di origine carsica, situata in Abruzzo, a circa 1.250 m s.l.m. Collocato tra i territori comunali di Rivisondoli, Rocca Pia e Roccaraso (AQ), è il più grande degli altipiani maggiori d'Abruzzo.

## Origini del nome
Il singolare toponimo Cinquemiglia deriva dal nome dell'antica unità di misura romana delle cinque miglia di lunghezza dell'altopiano che equivalgono a nove chilometri circa della sua estensione.

## Storia e descrizione

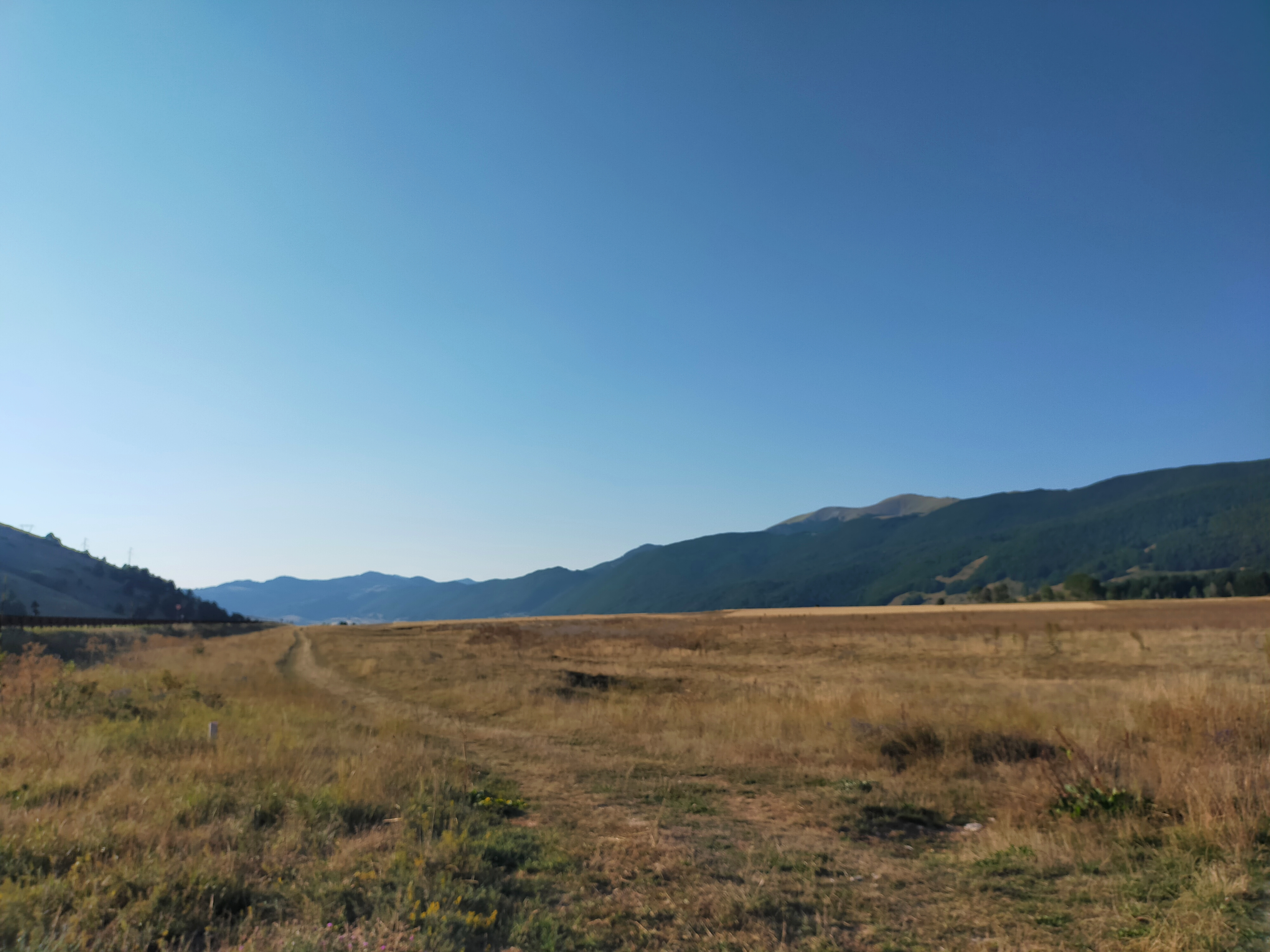
Veduta dell'altopiano

L'altopiano di origine carsica, collocato a circa 1.250 m s.l.m. in alto Sangro tra le sorgenti dei torrente Raso, affluente di sinistra del Sangro, e del torrente San Leonardo, in un'area pressoché spoglia di vegetazione, pone in comunicazione la valle del Gizio con la valle Peligna, in Abruzzo. Posto sotto il piano Aremogna di Roccaraso, a sudest è separato tramite un'area rocciosa denominata La Portella al più contenuto altopiano del Prato di Rivisondoli. Rappresentò in antichità un importante punto di passaggio delle popolazioni italiche, in particolare dei Peligni, Pentri, Volsci e Sanniti.
In epoca preromana e successivamente, in particolare dal periodo augusteo, l'area risultò al centro del sistema delle vie della transumanza che collegavano le zone montuose abruzzesi e molisane con quelle costiere e da lì con il Tavoliere delle Puglie. In epoca medievale i tratturelli permettevano di ricongiungersi con le principali vie di comunicazione come i tratturi Pescasseroli-Candela, Lucera-Castel di Sangro, Celano-Foggia e L'Aquila-Foggia.
La strada statale 17 che lo attraversa ripercorre l'antica via degli Abruzzi, itinerario di soldati, mercanti, briganti e viaggiatori che collegava Firenze a Napoli passando attraverso alcune città come Arezzo, Perugia, Spoleto, Rieti, L'Aquila, Sulmona, Isernia e Capua.
In passato le diligenze, per timore di assalti, soprattutto durante il periodo del brigantaggio, lo attraversavano scortate dalle guardie. In inverno diverse volte i viandanti vi rimasero bloccati o addirittura sepolti sotto la neve a causa delle forti bufere. Così avvenne, ad esempio, nel 1528 quando perirono 300 mercenari arruolati dalla Repubblica di Venezia per combattere contro l'imperatore Carlo V d'Asburgo, e nell'inverno successivo quando trovarono la morte 500 tedeschi comandati da Filiberto di Chalon, principe di Orange. Lo stesso imperatore vi fece inoltre innalzare cinque torri e una taverna, non più esistenti. Passò qui anche la delegazione reale con il re Vittorio Emanuele II di Savoia nell'autunno del 1860 quando, dopo l'annessione dell'Abruzzo e delle Marche all'Italia, il sovrano si incontrò a Teano con Giuseppe Garibaldi per giungere infine a Napoli.
Il territorio degli altipiani maggiori d'Abruzzo è attraversato dalla strada statale 17 che conduce alla vicina diramazione per Isernia e Napoli e dalla ferrovia Sulmona-Isernia, linea ferroviaria attivata nel 1892; dal 2014 in esercizio per servizi turistici e per scambio di materiale rotabile con le regioni limitrofe.
Dal 1991 l'altopiano ricade nell'area protetta del parco nazionale della Maiella; fino al 2013 il territorio è stato incluso nella soppressa comunità montana Alto Sangro e altopiano delle Cinquemiglia.

### Ascensioni
- Cime dei monti Marsicani del monte Genzana (2.170 m s.l.m.), del monte Rotella (2.129 m s.l.m.), del monte Pratello (2.058 m s.l.m.) e dei monti di Roccaraso (Appennino abruzzese)[6].